# 永昌堡
永昌堡位于浙江省温州市龙湾区永中镇，建于嘉靖三十七年（公元1558年），是明代民间出资兴建的抗倭城堡。2001年，永昌堡作为浙江目前仅存的民建古城堡被中国国务院列为第五批全国重点文物保护单位。
永昌堡南北长778.3米，东西长445.4米，城高约8米，宽3.9米。目前存有北城墙全部、东城墙大部、西城区少部分，南城墙已完全拆除。城四周有护城河环绕，河水经两道水渠引入城内。陆上有城门4处，闸门双重设防，并置南北两道水门，上架石桥，下置水闸。城内设施相当完善，与当时附近的『宁村所城』及『永兴堡』呈鼎足地势，联合防御自海上入侵的倭寇，有史料记载：“倭寇围城，并筑指挥台以观堡内动静，但见堡内水田，遂退。”
东门建有瓮城，内外两道城门以利防御。瓮城内建有炮道，向外有四个炮眼。

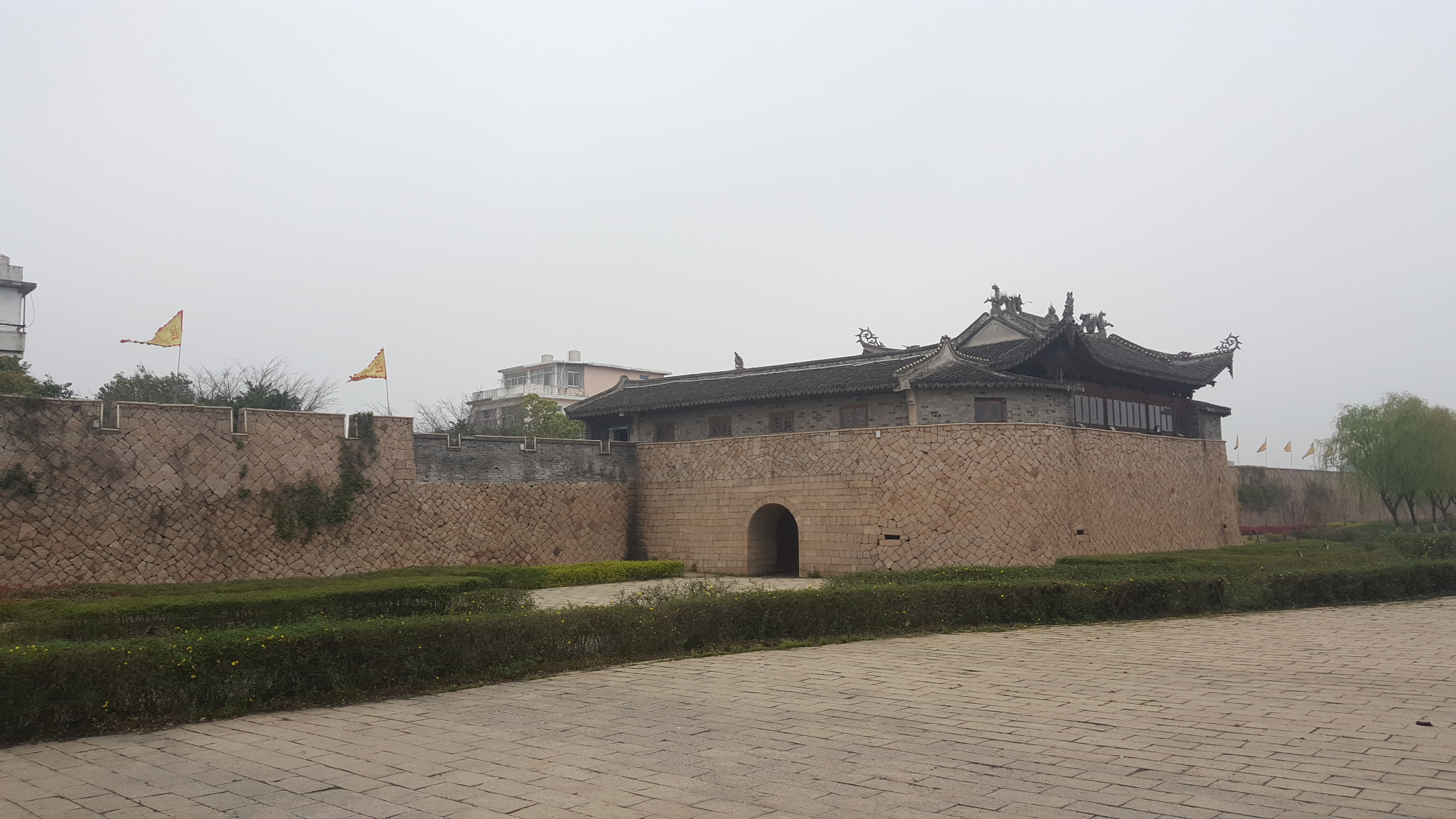
永昌堡东门瓮城
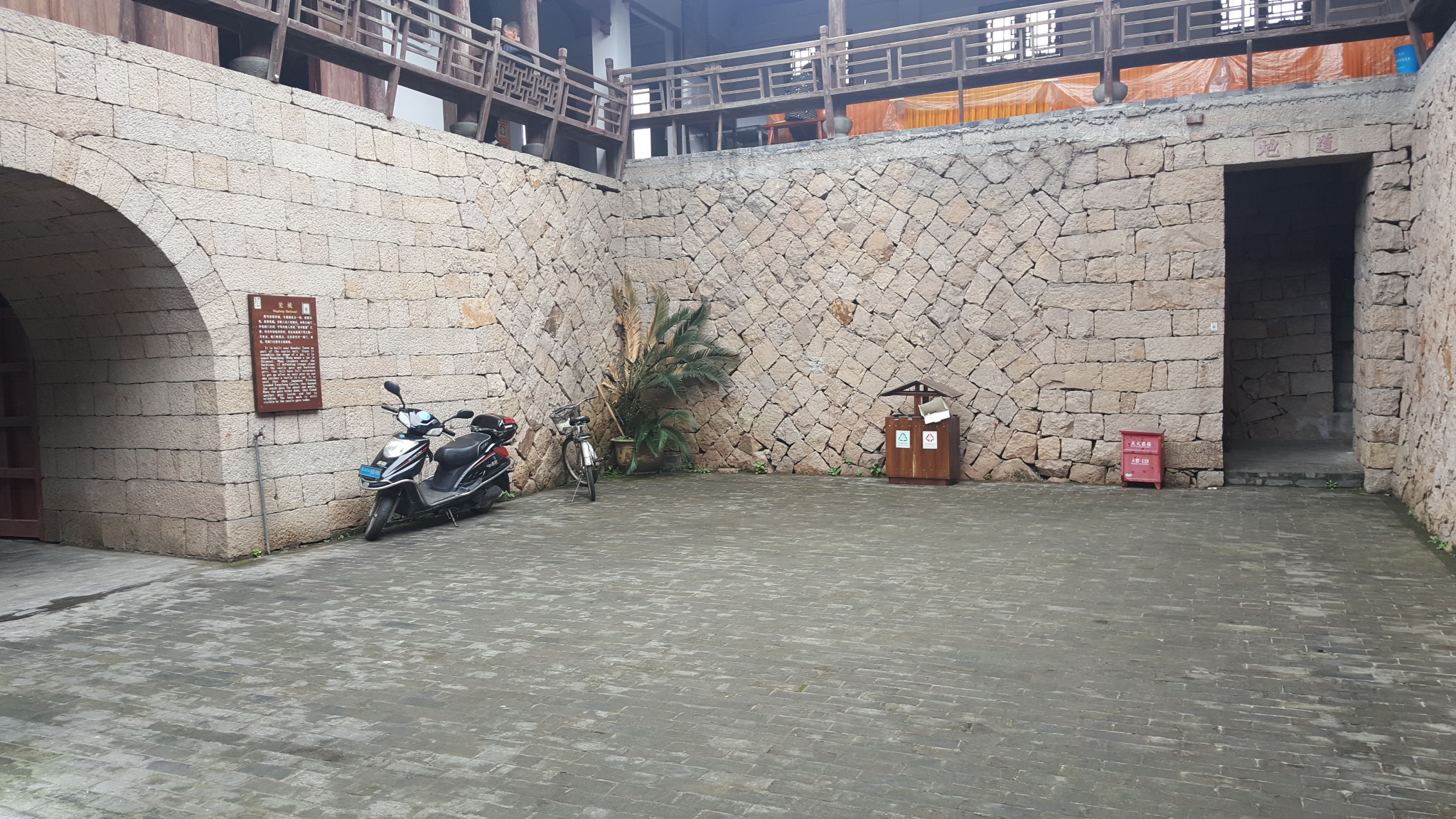
永昌堡东门瓮城
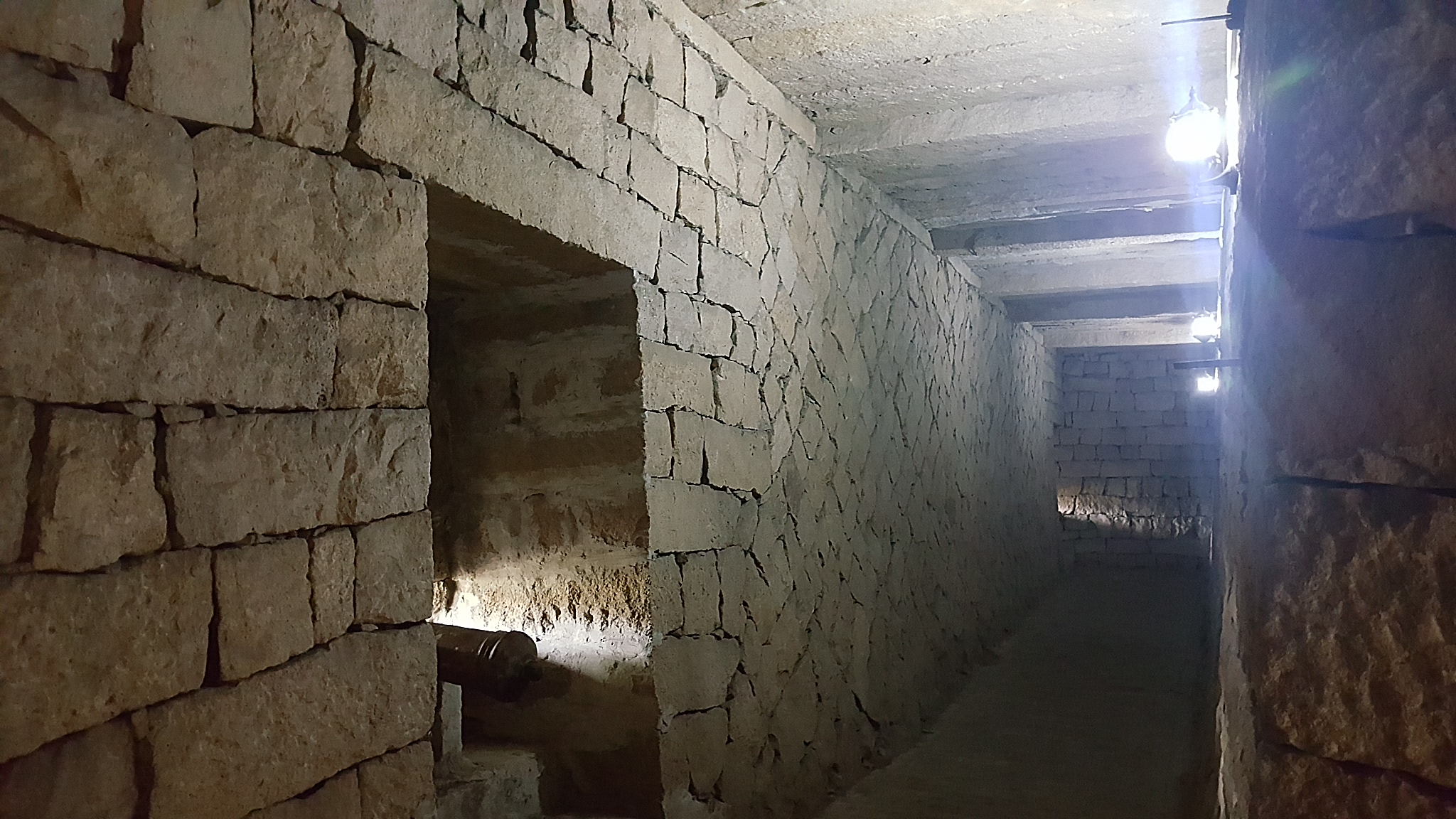
永昌堡东门瓮城内炮道
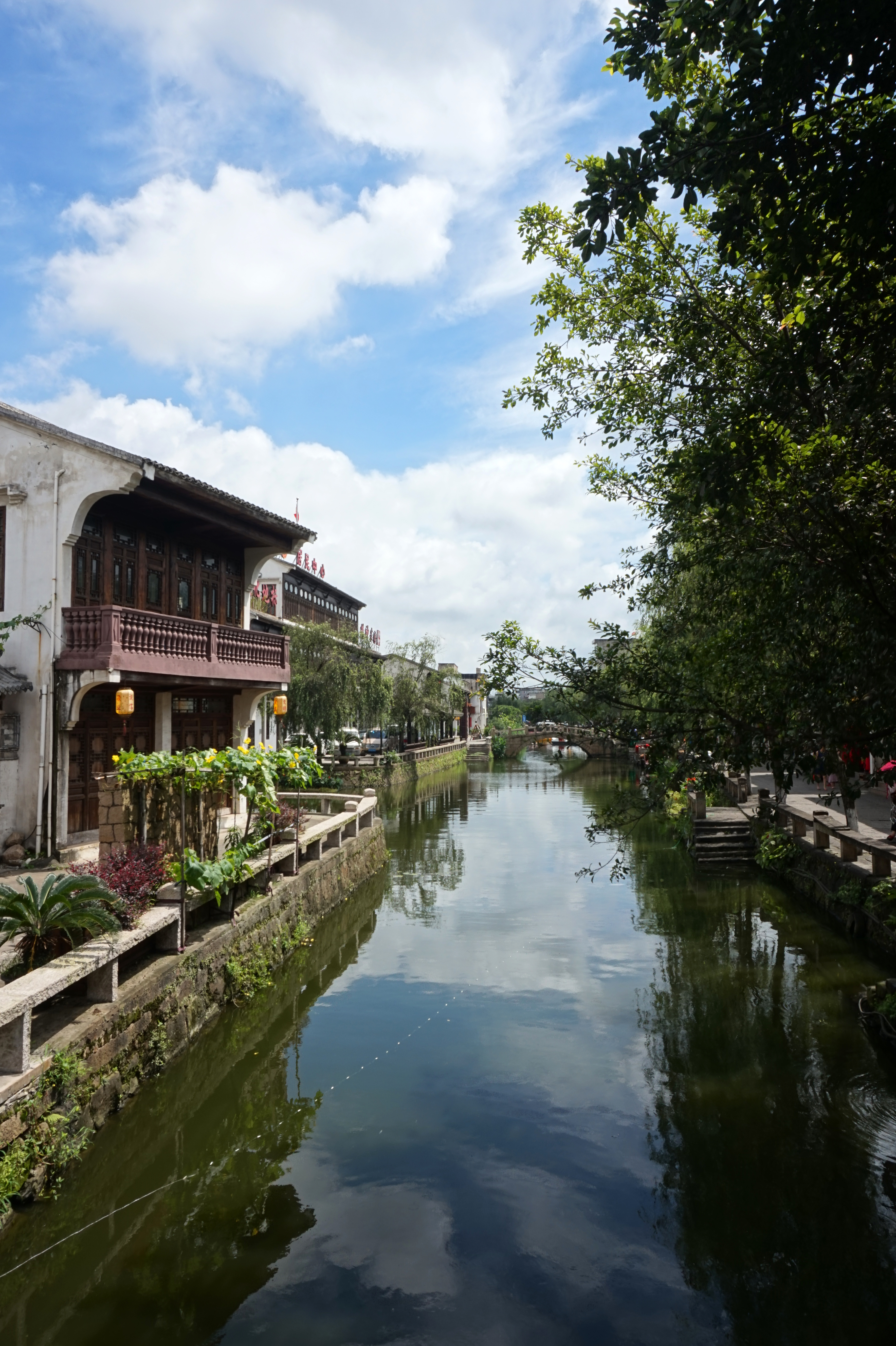
城内水道
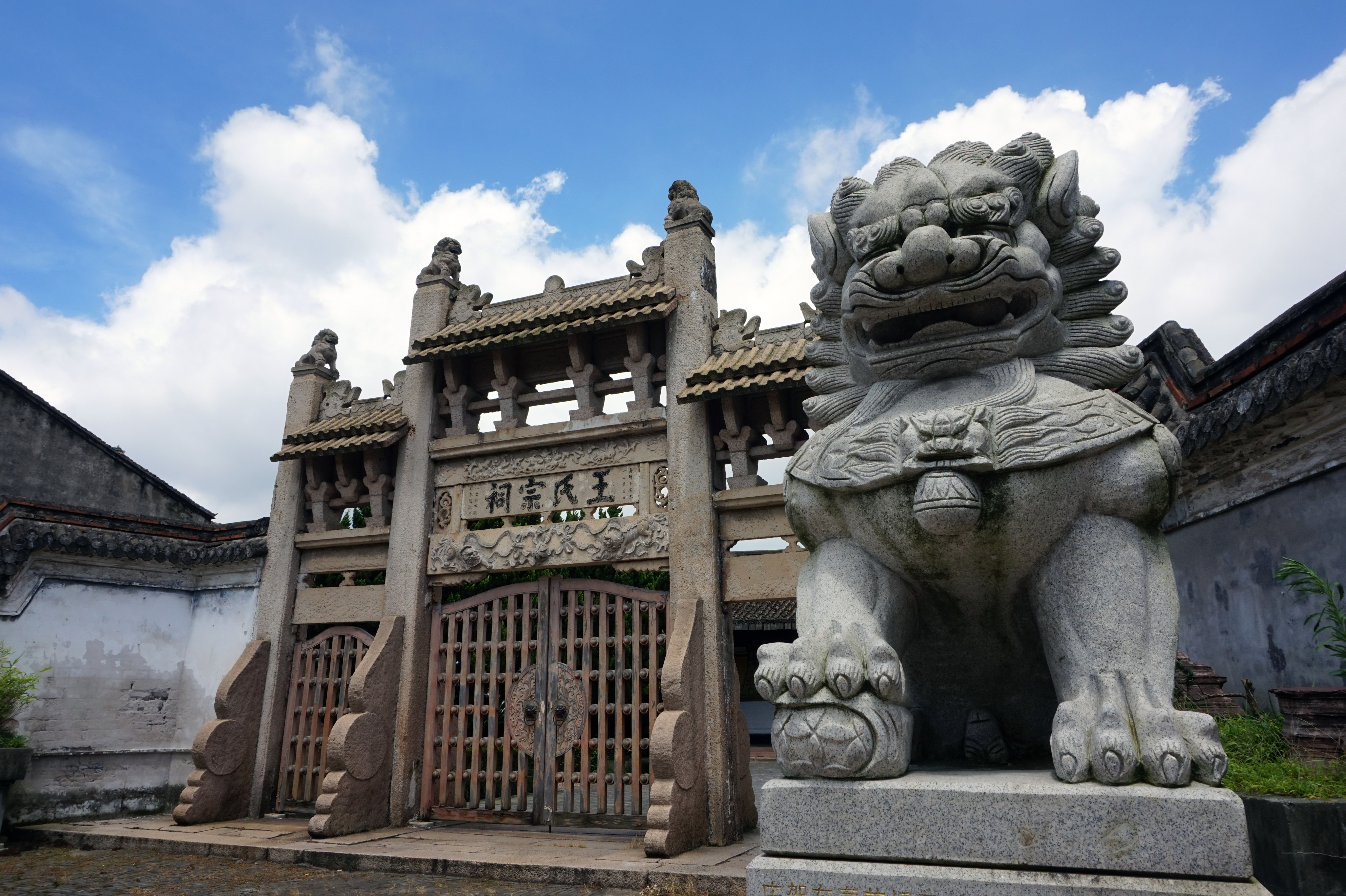
城内古建筑